# Onderscheidingen in Turkije
De onderscheidingen in Turkije zijn te verdelen in de ridderorden, decoraties en medailles die door de Turkse regeringen in de loop der eeuwen zijn gesticht of ingesteld.
Hoewel de kruisridderorden en hospitaalorden al rond 1100 zijn ontstaan en in Palestina een grote rol hebben gespeeld tijdens de kruistochten, heeft het Byzantijnse Rijk geen ridderorden ingesteld. In het Ottomaanse Rijk bestond tot 1800, bijna 350 jaar na de val van Constantinopel, geen Europees stelsel van orden van verdienste en decoraties. Daarna werd dit stap voor stap ingevoerd, in het begin voornamelijk om Europese hoogwaardigheidsbekleders te belonen.

## De geschiedenis van ridderorden in het Turkse Rijk
De Turken, van oorsprong een nomadisch steppenvolk uit Azië, veroverden in 1453 de hoofdstad van het Oost-Romeinse of Byzantijnse Rijk, het machtige Constantinopel. De sultans namen in de jaren daarna de keizerlijke allure van hun christelijke voorgangers over.
In het Constantinopel van het Byzantijnse- en Latijnse Keizerrijk hebben ridderorden geen grote rol gespeeld. Ze waren in de 15e eeuw in West-Europa een belangrijk fenomeen maar hun rol was in de Oriënt al sinds de kruistochten uitgespeeld. Het Byzantijnse hof kende geen ridderorden, alleen eretitels.
In de Turkse samenleving was voor ridderorden naar Europees model geen plaats. Alle macht lag bij de sultan en hij delegeerde taken aan zijn slaven en eunuchen. Waar ridderorden in Europa een middel vormden om de adelstand aan de vorst te binden, was dit in het Turkse rijk vanwege het ontbreken van deze groep overbodig. Een zelfbewuste groep als een adelstand of een gemeenschap van ridders zou door de Turkse potentaat waarschijnlijk zelfs als een bedreiging zijn opgevat. In het rijk van de Osmanen was alles en iedereen overgeleverd aan de gunst, en de nukken, van de "grote Heer".
In de eerstvolgende 250 jaar, totdat de Oostenrijkers en Russen in de 18e eeuw delen van het Osmaanse Rijk begonnen af te knabbelen, breidde het Turkse of Ottomaanse Rijk zich steeds verder uit. De zelfbewuste Turkse cultuur nam weinig elementen van de West-Europese cultuur over. Dat veranderde pas toen het rijk rond 1800 begon te krimpen en de christelijke Europeanen een technologische en militaire voorsprong opbouwden. Toen de sultans afhankelijk werden van afwisselend Britse, Franse en zelfs Russische steun werd het opportuun vertegenwoordigers van deze Europeanen te gaan belonen met eretekens naar Europees, niet naar Turks, model. De invoering van de Europese orden van verdienste, deze werden nu ook aan de eigen onderdanen toegekend, en het afschaffen, zelfs verbieden, van de tulband en de schitterende wijdvallende Turkse gewaden in het midden van de 19e eeuw waren een uiterlijk teken van verval van het Turkse rijk.

## Ottomaanse orden in chronologische volgorde

### Chelengk
De Chelengk, juwelen voor op de tulband, waren de voorgangers van de Turkse orden.
In het Ottomaanse Rijk werden kostbare juwelen meer gewaardeerd dan slechts de 'eer' een geborduurde ster en een kleurig lint te mogen dragen, zoals bij Europese hovelingen en militairen gebruikelijk was. De typische chelengk was een aigrette die op de tulband werd gedragen en met edelstenen of parels was versierd. Iedere chelengk was verschillend. Men bestelde wanneer daar aanleiding voor was een juweel om dat, in plaats van een ridderorde of onderscheiding, die kende het Ottomaanse hof voor 1799 immers niet, aan een verdienstelijk militair of bestuurder uit te reiken.

### Orde van de Halve Maan
De Orde van de Halve Maan (Turks: Hilal Nishani), 1799. Tot in de 18e eeuw waren de sultans de Europeanen weinig verschuldigd. De Franse invasie in Egypte was de eerste maal dat het langzaam in verval gerakende Ottomaanse Rijk op vreemde hulp moest bouwen. Dat betekende dat er voor het eerst ook een concessie gedaan moest worden aan het Europese protocol. Europeanen rekenden op draagbare eerbewijzen in de vorm van orden en die bezat de sultan niet. Wat men de eerste Ottomaanse orde zou kunnen noemen werd in 1799 gesticht door sultan Selim III om de Britse vlootvoogd Horatio Nelson na de overwinning in de slag op de Nijl te kunnen decoreren. Nelson ontving zijn insignia, samen met een chelengk en tal van kostbare geschenken in november 1799. Men kan twisten over de vraag of dit geïmproviseerde ereteken al een ridderorde was.

### Orde van de Glorie
De Orde van de Glorie (Turks: Atiq Nishan-i-Iftikhar of Nichan Iftikar), 1831. Sultan Mahmut II stelde de eerste Ottomaanse ridderorde in, al herinnerde veel in de vorm en de wijze waarop men de orde droeg en verleende nog aan de chelengk. De met diamanten versierde onderscheiding was zo kostbaar dat het verlenen op grote schaal niet praktisch was. Men bleef de orde tot aan het einde van het Ottomaanse Rijk verlenen.

### Orde van het Verheven Portret
De Orde van het Verheven Portret (Turks: Tasvir-i Humayun Nishani), 1832. Deze orde was een ereteken in de vorm van een portret in een met diamanten versierde lijst. De machtige vazallen in Servië, Egypte en Tunesië lieten door deze onderscheiding te dragen hun trouw aan de Padisha in Constantinopel zien.

### Orde van Mejidie
De Orde van Mejidie (Turks: Nishan-i-Mejidie of Mecidi Nishani), 1852. In 1852 leidde het steeds toenemende contact met andere landen tot de instelling van een nieuwe orde. In de 19e eeuw namen diplomatieke en handelscontacten tussen Turkije en Europa sterk toe en men kon moeilijk iedereen die daarom vroeg een met diamanten versierde chelenk of Orde van de Glorie uitreiken. Daarom volgde sultan Abdülmecit (1839-1861) het Europese voorbeeld en stichtte hij een orde met vijf klassen.
Vergeleken met de kostbare keizerlijke geschenken van voorheen, waren de vergulde zilveren sterretjes aan een lint voordelig. Desalniettemin werden ze door veel Europeanen zeer op prijs gesteld.

### Orde van Osmanie
De Orde van Osmanie (Turks: Nishan-i-Osmania of Nishani Osmani), 1861. Men kan de naam van de orde vertalen als "Orde van het Turkse Rijk", maar meestal wordt de naam onvertaald gelaten. De orde werd op 9 december 1861 door sultan Abdu'l-Aziz Khan I gesticht en moest de plaats van de Orde van de Glorie innemen. Daarvan kwam niet veel terecht, de kostbare Orde van de Glorie werd nog tot in de Eerste Wereldoorlog, zij het alleen nog aan vorsten, uitgereikt. De Orde van Osmanie werd voor voortreffelijke, men spreekt ook van "eminente", militaire en burgerlijke verdiensten als ambtenaar of militair toegekend. Dames konden niet worden onderscheiden, maar er zijn uitzonderingen gemaakt. Volgens het protocol was de Orde van Osmanie de "tweede orde van het keizerrijk".
Met de Orde van Mejidie en de Orde van Osmanie konden de Turkse autoriteiten beschikken over voldoende onderscheidingen, er waren in totaal twaalf graden, om de in de 19e eeuw zeer op stand en rang lettende diplomaten, hovelingen en militairen te kunnen decoreren.

### Orde van de Eer
De Orde van de Eer (Turks: Nishan-Ali-Imtiaz), 1861/1878 - 1879. Deze "Verheven Orde van de Eer" (Turks: Nishani Imtiyaz of Nishan-Imtiaz), werd tijdens de regering van sultan 'Abdu'l-Majid Khan I (1839-1861) gesticht. Het ging om een kostbare, met edelstenen versierde, ster. Op 17 december 1878 heeft sultan 'Abdu'l-Hamid Khan II de enigszins in vergetelheid en onbruik geraakte orde nieuw leven ingeblazen door nieuwe benoemingen te doen in wat toen de "Hoge Orde van de Eer" moest heten. Er zijn voor zover bekend geen statuten vastgesteld. De Orde van de Eer nam geen grote plaats in het decoratiestelsel in en was vooral een opvolger van de oude chelengks. De Turken mochten geen tulbanden en Oosterse gewaden meer dragen. In plaats daarvan waren Europese uniformen en de fez getreden. De Orde van de Eer ontstond om toch aan de behoefte naar met diamanten versierde bewijzen van de keizerlijke gunst te kunnen voldoen.

### Hoge Orde van de Eer
De Hoge Orde van de Eer (Turks: Nishani Ali Imtiyaz), 1878 of 1879. Deze orde werd door sultan 'Abdu'l-Hamid Khan II in 1879 gesticht of hervormd. Er zijn voor zover bekend geen statuten vastgesteld.
Omdat in het autocratisch geregeerde Turkije van de sultans geen administratieve en staatsrechtelijke regelingen voor ridderorden bestonden, vaak ontbreken de statuten volledig, is er over Turkse onderscheidingen veel onduidelijkheid.
De oude Orde van de Eer had een enkele graad en een kostbaar, aan een rood lint met twee smalle groene strepen lint om de hals gedragen, kleinood dat rond de keizerlijke tughra was opgebouwd. De nieuwe versierselen zijn heel anders, de dragers, nog steeds in een enkele graad, droegen nu een grote ster, een kleinood aan een grootlint en een kleinood aan een lint om de hals. Het lint is half rood en half groen waarbij de rode helft boven of rechts komt te liggen.
De orde was de hoogste onderscheiding van het Osmaanse rijk.

### Orde van Liefdadigheid
De Orde van Liefdadigheid (Turks: Nishan-i-Shafakat of Shefkat Nishan), 1878 (een damesorde). Deze Orde van Liefdadigheid werd volgens opgaven in 1878 "op de 28e dag van de Ramadan", door Sultan Abdulhamid II van Turkije ingesteld.
Met het instellen van een damesorde volgde de sultan het Europese en Perzische voorbeeld. Met uitzondering van de Orde van Osmanie (Nishan-i-Osmania of Nishani Osmani) uit 1861 waren de Turkse ridderorden immers voor dames gesloten. Benoemingen van vrouwen in de Osmanie-orde waren strikt genomen uitzonderingen die door de sultan hoogstpersoonlijk werden gemaakt. Dat men zich bij verdiensten van een vrouw alleen liefdadigheid kon voorstellen, tekent hun ondergeschikte positie in de Ottomaanse maatschappij.

### Orde van het Huis van Osman
De Orde van het Huis van Osman (Turks: Hanedan-i-Ali-Osman Nishani), 1893. Deze dynastieke orde, in het Turks "Hanedan-i-Ali-Osman Nishani" geheten en in een Engelse bron "De Huisorde van de Illustere Ottomaanse Dynastie" geheten, werd op 31 augustus 1893 door sultan Abdu'l-Hamid Khan II, oftewel Abdulhamid II ingesteld. De orde werd alleen aan de leden van de keizerlijke familie verleend en er zijn vermoedelijk niet meer dan zestien benoemingen geweest. Een andere bron noemt vijftig verleningen waaronder één buiten de kring van de Koningshuizen, aan Grootvizier Tewfik Pasha.

### Orde van Onderwijs
De Orde van Onderwijs (Turks: Ma'araf Nishani), 1910. Turkije kende een medaille voor Kunst en Wetenschappen, maar in juli 1910 besloot Mehmet V Resat dat verdiensten voor het onderwijs, kunst en wetenschap met een orde moesten worden beloond. De orde werd stapsgewijs verleend, wat inhield dat een onderdaan van de sultan eerst in de IIIe Klasse werd benoemd alvorens hij kon worden bevorderd. Voor benoeming en voor bevordering waren steeds vijf onafgebroken jaren van voortreffelijke prestaties nodig. Men kon dus pas na 20 jaar de Ie Klasse dragen. Dat er in de in 1919 met het Osmaanse Keizerrijk ten onder gegane orde desondanks benoemingen in de Ie Klasse zijn gedaan, wijst erop dat men zich niet aan de statuten heeft gehouden. In de eerste jaren van de orde werden vooral buitenlandse geleerden, voor buitenlanders hebben de regels rond bevordering niet gegolden, in de Ie Klasse benoemd.

### Orde van het Ottomaanse Parlement
De Orde van het Ottomaanse Parlement (Turks: Majlisi Mabusan Azalarina Mahsus Nishan), 1914. In een aantal landen, waaronder Spanje, dragen de leden van het parlement een insigne dat sterk op een ridderorde lijkt en in de literatuur ook naast de orden besproken wordt. In Turkije werd voor de parlementariërs een kostbare ster vervaardigd.

### Orde van Verdienste voor de Landbouw
De Orde van Verdienste voor de Landbouw (Turks: Ziraat Liyakat Nishani). Turkije was rond 1900 een in vele opzichten achtergebleven land dat chaotisch werd geregeerd. De regering heeft met deze orde misschien modernisering van de landbouw willen bevorderen, maar het is bij een wet gebleven. De orde werd nooit verleend.
Deze Osmaanse orden onderscheiden zich van de medailles door hun naam, Nishani, en hun hiërarchische opbouw. In de absolutistische staat was het lange tijd de gunst van de sultan die bepaalde wie en op welke wijze er gedecoreerd werd. Er was geen strak wettelijk kader voor vastgelegd.
De Turkse republiek heeft alle ridderorden afgeschaft. Bij de "Registre des Ordres de Chevalerie" zijn geen Osmaanse ridderorden aangemeld. Ook in de Almanach de Gotha laat het huidige hoofd van het Huis van Osman geen dynastieke orden vermelden.

### De Ottomaanse medailles en eretekens
De hoogste militaire onderscheiding in het Ottomaanse rijk was geen ridderorde, maar een gouden medaille, de "Medaille van Imtiyaz" geheten.
De Medaille van Imtiyaz werd voor dapperheid en belangrijke krijgsverrichtingen verleend in goud. Er waren ook zilveren medailles. Deze twee medailles waren verbonden aan de Hoge Orde van de Eer. De gouden medaille was zeer in aanzien omdat de grote helden van de Turkse strijdkrachten deze medaille droegen.
Op foto's is te zien dat zij hun andere onderscheidingen dan weglieten. De zilveren medaille was veel minder in aanzien omdat deze ook aan hovelingen werd toegekend. In de Eerste Wereldoorlog werd op het lint een grote gesp met gekruiste kromzwaarden bevestigd. Door de gesp is te zien of een Imtyaz medaille in de Eerste Wereldoorlog of in een eerder conflict zoals de Balkanoorlogen werd toegekend
In 1915 werd ook de IJzeren Halve Maan gesticht. Het Ottomaanse equivalent van het Pruisische IJzeren Kruis. Deze kleine ijzeren ster met een meestal roodgelakt oppervlak werd ook aan veel Duitse en Oostenrijkse militairen, zij waren Turkijes bondgenoten in de Eerste Wereldoorlog, verleend. De IJzeren Halve Maan werd vaak aan Oostenrijkers en Duitsers verleend. Zij waren met de primitieve, gelakte Turkse eretekens niet tevreden en lieten door de prestigieuze hofjuweliers in Wenen en Berlijn zilveren Halve Manen met prachtig emaillewerk vervaardigen.
Er was nog een klein aantal medailles. Deze werden voor allerlei verdiensten toegekend. De Medaille voor Schone Kunsten was een vrij exclusieve onderscheiding, de kleine Likayay Medaille werd daarentegen bij duizenden verleend.

Om grote projecten als het bouwen van slagschepen en de aanleg van een belangrijke spoorlijn te kunnen uitvoeren lieten de sultans medailles slaan die door de gulle gevers gedragen mochten worden.
- De Reddingsmedaille of Tahlisiye Madalyası - 1860
- De Medaille voor Schone Kunsten of Sanay-i Nefise Madalyası - 1889
- De Liyakat Medaille 1890
- De Medaille voor Hulp aan Ottomaanse Gewonden
- De Medaille van de Rode Halve Maan of Hilali Ahmer Madalyası - 1903
- De Medaille voor de Spoorweg naar de Hadj of Hamidiye Hicaz Demiryolu Madalyası - 1901
- De Vlootinzamelingsmedaille - 1913

Voor de jonge Turkse luchtmacht, ondergebracht bij leger en marine en nog geen zelfstandig deel van de krijgsmacht, waren er twee onderscheidingen.
- Het Insigne van een Turkse Legerpiloot- 1914/1917
- Het Insigne van een Turkse Marinepiloot- 1914/1917

Er waren ook 21 Turkse campagnemedailles voor evenzovele veldtochten. De vele verloren campagnes en oorlogen werden niet met medailles voor de veteranen vereeuwigd. De eenentwintig medailles herinneren aan militaire acties die als een succes, of ten minste niet als een nederlaag, konden worden beschouwd.

## De Ottomaanse orden in de heraldiek
Onder het wapen van de Sultan, het was ook het wapen van het Ottomaanse Rijk, waren in de tweede helft van de 19e eeuw vijf ridderorden gehangen. Abdul Hamid II stelde dit wapen in deze vorm op 17 april 1882 vast. De heraldiek is van oorsprong niet Turks of mohammedaans. Men volgde de Europese voorbeelden en zo ontstond een met ornamenten en symbolen overladen wapentekening waarbij het eenvoudige schild der Osmanli werd omringd met pronkstukken.
Aan de gouden ornamenten onder het schild werden vijf herkenbare kleinoden van Osmaanse ridderorden, elk met de daarbij behorende verhoging, bevestigd.
Van rechts naar links zijn het:
- De Orde van de Eer of Nişan-ı Ali imtiyaz
- De Orde van Osmanie of Nişan-ı Osmani
- De Orde van de Glorie of Nişan-ı iftihar
- De Orde van Mejidie of Mecidi Nişan
- De Orde van Liefdadigheid of Şefkat Nişanı

In de Europese heraldiek redeneert men van achter het wapenschild. De Orde van Liefdadigheid hangt dus voor de heraldicus uiterst rechts. De heraldische conventie dat men de hoogste onderscheiding in het midden en aan het langste lint draagt en de daaropvolgende orden daar (heraldisch gezien) links, rechts, linksbuiten en rechtsbuiten omheen worden gegroepeerd is kennelijk niet gevolgd. De orde van de Mejidie is immers de laagste van de Ottomaanse orden maar de ster met de rode ring hangt niet uiterst (heraldisch) links. De orden zijn ook niet actueel, de Orde van de Glorie werd immers in 1852 door de Orde van Mejidie vervangen. Het zou bij het middelste insigne dan ook om de, eveneens ovale, Orde van het Verheven Portret met het portret van de keizer kunnen gaan. De hoogste Turkse orde, na 1879 was dat de Hoge Orde van de Eer, ontbreekt.
Familiewapens zijn een Europese, geen mohammedaanse of Turkse traditie. Vooraanstaande Turkse families voerden geen wapen. Zij zullen met uitzondering van de vazallen die in Egypte, Servië, Montenegro en in andere min of meer autonome gebieden regeerden geen wapenschild met daaraan bevestigde orden hebben gevoerd.

## De moderne Turkse onderscheidingen en ridderorden
Na de Eerste Wereldoorlog werd de sultan verantwoordelijk gehouden voor de nederlaag en de grote buitenlandse invloed in Turkije. Nadat de republiek was uitgeroepen en korte tijd later ook het kalifaat was afgeschaft, verdwenen de Osmanen en hun ridderorden in ballingschap.
De republiek stelde in eerste instantie alleen een medaille in. Later groeide het aantal medailles en er kwamen ook decoraties die de naam "Legioen van Eer en Orde" gingen dragen. De pracht van de oude ridderorden werd nooit meer herhaald.

### Turkse Onafhankelijkheidsmedaille
Met de Turkse Onafhankelijkheidsmedaille werden zij die een grote bijdrage aan het herstel van de Turkse soevereiniteit hadden geleverd, geëerd. Een wet van 1924 beperkte het aantal gedecoreerden.
De medaille werd door de Turkse "Vader des Vaderlands" Atatürk gedragen en ook de militairen en bestuurders die in de jaren na de Eerste Wereldoorlog de nieuwe Turkse republiek opbouwden werden met deze medaille geëerd. De nieuwe republiek was in deze eerste jaren verder zuinig met onderscheidingen.

### Medaille van Eer van de Turkse Strijdkrachten
De Medaille van Eer van de Turkse Strijdkrachten wordt in oorlogstijd verleend aan diegenen die een overwinning mogelijk hebben gemaakt. In vredestijd is ze gereserveerd voor de allerhoogste generaals en admiraals. De orde lijkt in de wijze waarop zij wordt verleend op de Britse Orde van het Bad die in vredestijd aan hoge officieren wordt verleend maar in een oorlog aan een succesvolle bevelhebber wordt toegekend.

### Medaille voor Eervolle Vermelding van de Turkse Strijdkrachten
De Medaille voor Eervolle Vermelding van de Turkse Strijdkrachten wordt toegekend aan gewonde militairen voor zover zij tijdens het uitoefenen van hun taak in oorlog- of vredestijd een "bron van trots" voor de strijdkrachten zijn geworden. Het gaat dus niet om een Eervolle Vermelding in een Dagorder voor getoonde moed of bijzondere verdiensten zoals in Nederland en België.
De Turkse strijdkrachten zijn in voortdurende gevechten met Koerdische separatisten verwikkeld waarbij aan beide zijden slachtoffers vallen.

### Medaille van de Strijdkrachten voor Opvallende Moed en Zelfopoffering
De Medaille van de Strijdkrachten voor Opvallende Moed en Zelfopoffering wordt in vredes- en oorlogstijd aan individuen en regimenten toegekend voor het met levensgevaar en met grote dapperheid uitvoeren van hun opdracht. Wanneer een regiment deze onderscheiding draagt wordt zij aan het vaandel, als een vaandeldecoratie bevestigd, de individueel onderscheiden militairen dragen de medaille op hun borst.

### Medaille van de Strijdkrachten voor Belangrijke Diensten
De Medaille van de Strijdkrachten voor Belangrijke Diensten wordt in oorlogs- en vredestijd aan diegenen verleend die "door hun opvallende verdiensten de kracht en het prestige van de Turkse strijdkrachten hebben vergroot". Men kan de onderscheiding ook als vreemdeling, als burger en als wetenschapper verwerven. Deze medaille wordt aan belangrijke relaties van de strijdkrachten verleend. Omdat Turkije lid van de NAVO is zijn er tal van verbindingen met de andere strijdkrachten.

### Medaille voor Prestaties van de Turkse Strijdkrachten
De Medaille voor Prestaties van de Turkse Strijdkrachten wordt toegekend aan militairen, burgers en de vaandels van Turkse regimenten die tijdens het vervullen van belangrijke opdrachten meer deden dan van hen verwacht mocht worden. De verzilverde bronzen onderscheiding wordt alleen verleend aan Turken en niet aan vreemdelingen.

### Legioen van Verdienste van de Turkse Strijdkrachten
Het Legioen van Verdienste van de Turkse Strijdkrachten wordt toegekend aan militairen en burgers, Turken en vreemdelingen, voor zover zij tijdens het uitoefenen van hun taak hun werk zeer efficiënt en succesvol hebben verricht. Men verleent de verzilverde bronzen onderscheiding ook voor het verbeteren van de buitenlandse betrekkingen. Het legioen dat de vorm van een grote ster heeft is een onderscheiding die zich protocolair goed leent om aan diplomaten en bevelhebbers van de met Turkse eenheden samenwerkende legereenheden en marine-eskaders te verlenen.

### Legioen van Eer van de Turkse Strijdkrachten
Het Legioen van Eer van de Turkse Strijdkrachten is alleen voor vreemdelingen bestemd. Deze onderscheiding wordt toegekend voor grote verdiensten voor succes en verbetering van de Turkse strijdkrachten. Deze onderscheiding is een stapje hoger dan het Legioen van Verdienste van de Turkse Strijdkrachten en kan aan bewindslieden of hoge bevelhebbers op de hoofdkwartieren van de NAVO worden toegekend.

### Legioen van Aanbeveling van de Turkse Strijdkrachten
Het Legioen van Aanbeveling van de Turkse Strijdkrachten is een onderscheiding die postuum wordt verleend. Men verleent de verzilverde bronzen ster aan Turken en vreemdelingen, burgers en militairen, die hun leven verloren tijdens het vervullen van een door de Turkse strijdkrachten opgedragen taak. De Turkse strijdkrachten verliezen geregeld manschappen door terreuraanslagen en bij inzet van het Turkse leger tegen Koerdische rebellen.

### Orde van Verdienste van de Turkse Strijdkrachten
De Orde van Verdienste van de Turkse Strijdkrachten is de enige Turkse orde die aan buitenlanders wordt toegekend voor grote verdiensten ten behoeve van het succes en de verbetering van de Turkse strijdkrachten. Ook het verbeteren van de buitenlandse betrekkingen komt voor het verlenen van deze orde in aanmerking. Deze ster, het is de enige onderscheiding die de naam "orde" mag dragen is een passende onderscheiding voor de hoogste bevelhebbers van de NAVO en politieke gezagsdragers van de met Turkije verbonden staten.